# Люк Нютън
Люк Пол Антъни Нютън (на английски: Luke Paul Anthony Newton), род. Аткинсън е английски актьор. Известен е с ролята на Колин, третото дете на семейство Бриджъртън, в едноименния сериал на Нетфликс (2020–днес). Има роли и в драмата на Би Би Си 2 The Cut (2009) и сериала на Дисни The Lodge (2016).

## Биография
Нютън е роден в Западен Съсекс. Има по-малка сестра, Лорън. Родителите им се развеждат и майка им Мишел се омъжва повторно през 2006 г. В училищните си години сформира момчешката банда South 4 с Оли Рейнолдс (тогава Еванс), Джоел Бейлис и Хенри Трединик.
През 2010 г. Нютън прави своя телевизионен дебют в тийнейджърския сериал на Би Би Си 2 The Cut в ролята на Люк Атууд, която играе в 11 епизода. През 2014 г. се появява в два епизода на сапунената опера на Би Би Си Doctors. От 2016 до 2017 г. Нютон участва в сериала на Дисни Ченъл The Lodge в ролята на Бен Еванс. По времето, в което участва в сериала, се включва и в саундтрака на съпътстващите го албуми. През 2018 г. участва в телевизионния филм Lake Placid: Legacy на Сайфай. През 2020 г. получава ролята на Колин Бриджъртън в сериала на Нетфликс „Бриджъртън“.

## Личен живот
Нютън има дислексия. Той има връзка с уелската театрална актриса Джейд Дейвис.